# وینونا اوک
وینونا اوک (انگلیسی: Winona Oak؛ زادهٔ ۸ اکتبر ۱۹۹۴) خوانندهٔ مؤلف اهل سوئد است. وی از سال ۲۰۱۸ میلادی تاکنون مشغول فعالیت بوده‌است.